# 司马承 (武邑王)
司马承（260年—？），河内郡温县（今河南省焦作市温县）人，西晋太宰、持节、都督中外诸军事、安平献王司马孚之孙，步兵校尉、侍中、安平贞世子司马邕之子，西晋宗室。

## 生平
司马承的四叔司马翼在西晋建立前去世，以司马承为后嗣，封寿安亭侯。泰始六年（270年）五月，司马承被册立为南宫县王，太康十年冬十月壬子（289年11月20日），晋武帝司马炎下诏说：“安平献王的孙子司马承，昔日父亲早逝，没有分封建国，今天以武遂县、武邑县、观津县三个县建立武邑国，分封司马承为武邑王。”司马承在晋惠帝时期去世，他唯一的儿子司马祐出嗣安平王司马敦，司马承于是没有后嗣，武邑国被省并到长乐国。

## 其他
泰始十年（274年），司马承虚龄十五，依照旧有制度应该行冠礼。有关部门议论上奏：“礼，十五岁成为青年，国君十五岁生孩子，以此说明加冠的适合时间。此外汉朝和曹魏派遣使者给诸王加冠，不是古代制度。”晋朝于是制定制度诸王十五岁加冠，不再派遣使者。

## 家庭

### 兄弟
- 司马崇，西晋安平王世孙
- 司马隆，西晋安平穆王
- 司马殷，西晋常山王
- 司马敦，西晋安平王